# Eli Pariser
Eli Pariser (* 17. Dezember 1980 in Lincolnville, Waldo County, Maine) ist der frühere Executive Director von MoveOn.org und jetzige Board President dieser Organisation.

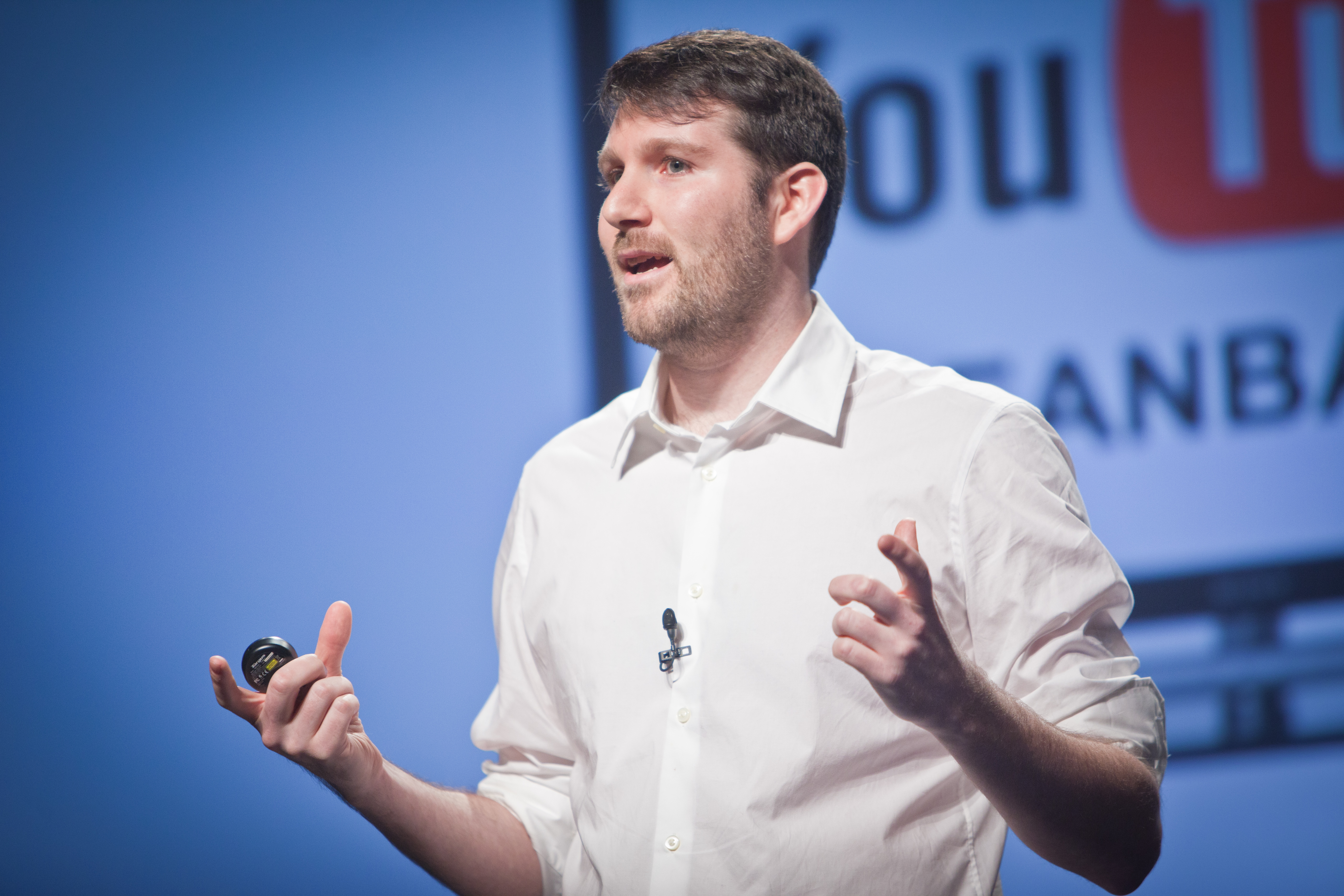
Eli Pariser auf dem PopTech 2010 Kongress in Camden, Maine

## Leben
Pariser machte den B.A. in Rechtswissenschaft und Politologie am Bard College at Simon’s Rock mit Summa Cum Laude.
Er wurde als Polit-Aktivist bekannt, als er und der College-Student David H. Pickering eine Online-Petition für eine nichtmilitärische Reaktion auf die Anschläge vom 11. September organisierten. Er half damals, das Programm der nichtkommerziellen Organisation More Than Money auszuarbeiten. In weniger als einem Monat hatten mehr als eine Million Menschen die Petition unterzeichnet. Im November desselben Jahres baten die Gründer von Moveon.org, Wes Boyd und Joan Blades Pariser, sich der Organisation anzuschließen.
Während des Präsidentschaftswahlkampfes 2004 organisierte Pariser den Videoclip-Wettbewerb Bush in 30 Seconds und half so, mehr als 30 Millionen US-Dollar an Wahlkampfspenden einzuwerben. Die Spendengelder wurden dazu verwendet, progressive Kandidaten und solche der Demokraten zu unterstützen. In einem Artikel für das New-York-Times-Magazine bezeichnete der Journalist George Packer MoveOn als das Mainstream-Element innerhalb der am schnellsten wachsenden Protestbewegung in der amerikanischen Geschichte.
Beim Recherchieren im Internet stellte Pariser fest, dass bei der Suche mit Hilfe von Suchmaschinen verschiedene Ergebnisse zu sehen sind, wobei diese sich nach den zuvor getätigten Suchvorgängen richten. Menschen mit eher liberaler Ausrichtung bekommen andere Suchergebnisse als Konservative, wenn sie bei der Suche im Internet mit Hilfe eines bestimmten Suchbegriffs Google, Facebook oder Yahoo benutzen. So bekommt unter Umständen z. B. ein Liberaler beim Suchbegriff „BP“ Ergebnisse zur Ölverschmutzung im Golf von Mexiko, während der Konservative Informationen über die Gesellschaft für Investoren erhält. Aufgrund dieses Sachverhalts entwickelte Pariser den Begriff „Filterblase“, das ist zugleich der Titel seines Buches, in dem er auf die Gefahr hinweist, dass die Menschen nicht mehr mit anderen Sichtweisen als ihrer eigenen konfrontiert werden.

## Schriften
- The Filter Bubble: What The Internet Is Hiding From You. Penguin Press Limited, New York 2011, ISBN 9781594203008
  - Filter Bubble. Wie wir im Internet entmündigt werden. Aus dem Amerikanischen von Ursula Held. Hanser, München 2012, ISBN 978-3-446-43034-1
    - Thomas Thiel: Eli Pariser: „Filter Bubble“ Im Netz wartet schon der übermächtige Doppelgänger. In: Frankfurter Allgemeine Zeitung. 7. März 2012
    - Jan Füchtjohann: Blasenschwäche. Rezension in: Süddeutsche Zeitung. 8. März 2012, S. 11 (PDF)